# Водонапірна вежа Сан-Ніколас
Водонапірна вежа Сан-Ніколас — одна з перших водонапірних веж на острові Аруба. Кругла вежа висотою 40 метрів є найвищою спорудою в Сінт-Ніколасі і слугує орієнтиром. Нині виконує роль музею промисловості.

## Історія
Нестача води на початку XX століття призвела до створення в 1928 році земельного водопостачання. У той час за постачання питної води населенню Аруби, Бонайре і Кюрасао відповідала компанія LWV.
1933 року на Арубі введено в дію перший апарат для дистиляції морської води, а в міських районах Ораньєстад та Сінт-Ніколас прокладено центральну мережу трубопроводів. Невдовзі тиск у водопровідній мережі став надто низьким, тому 1934 року вирішено збудувати водонапірну вежу. Водонапірну вежу Сан-Ніколас введено в дію 14 серпня 1939 року.
Резервуар для води у верхній частині будівлі об'ємом 400 м3 з висотою дна 25 метрів над рівнем моря призначений для підтримки постійного тиску у водопровідній мережі. Завдяки своєму центральному розташуванню на розі вулиці Бернардстраат вежа також слугувала офісом. Крім офісу, складу та архіву водогону, в будівлі в різні роки відводилося місце різним службам. Наприклад, тут розміщувалися: приймальня, відділ народонаселення, кабінет водійських іспитів, кабінет калібрування, пункт телефонної служби та відділення Управління праці та соціальних питань. Оскільки згодом число будинків зросло, WEB збудувала великі водосховища по всьому острову. Зрештою, водонапірна вежа втратила свою роль у системі водопостачання та була виведена з експлуатації в 1990-х роках.

## Створення музею
2003 року будівлю передано Фонду пам'яток Аруби і нині визнано частиною культурної спадщини Аруби. 2012 року за фінансування Національного фонду реставрації через оборотний фонд та позички місцевого банку на вежі розпочато реставраційні та конверсійні роботи. У задній частині вежі встановлено еліптичні скляні сходи. Робота тривала 11 місяців і коштувала 2,2 мільйони флоринів. Від 12 вересня 2016 року вежа знову використовується як музей.